# Achille Costa

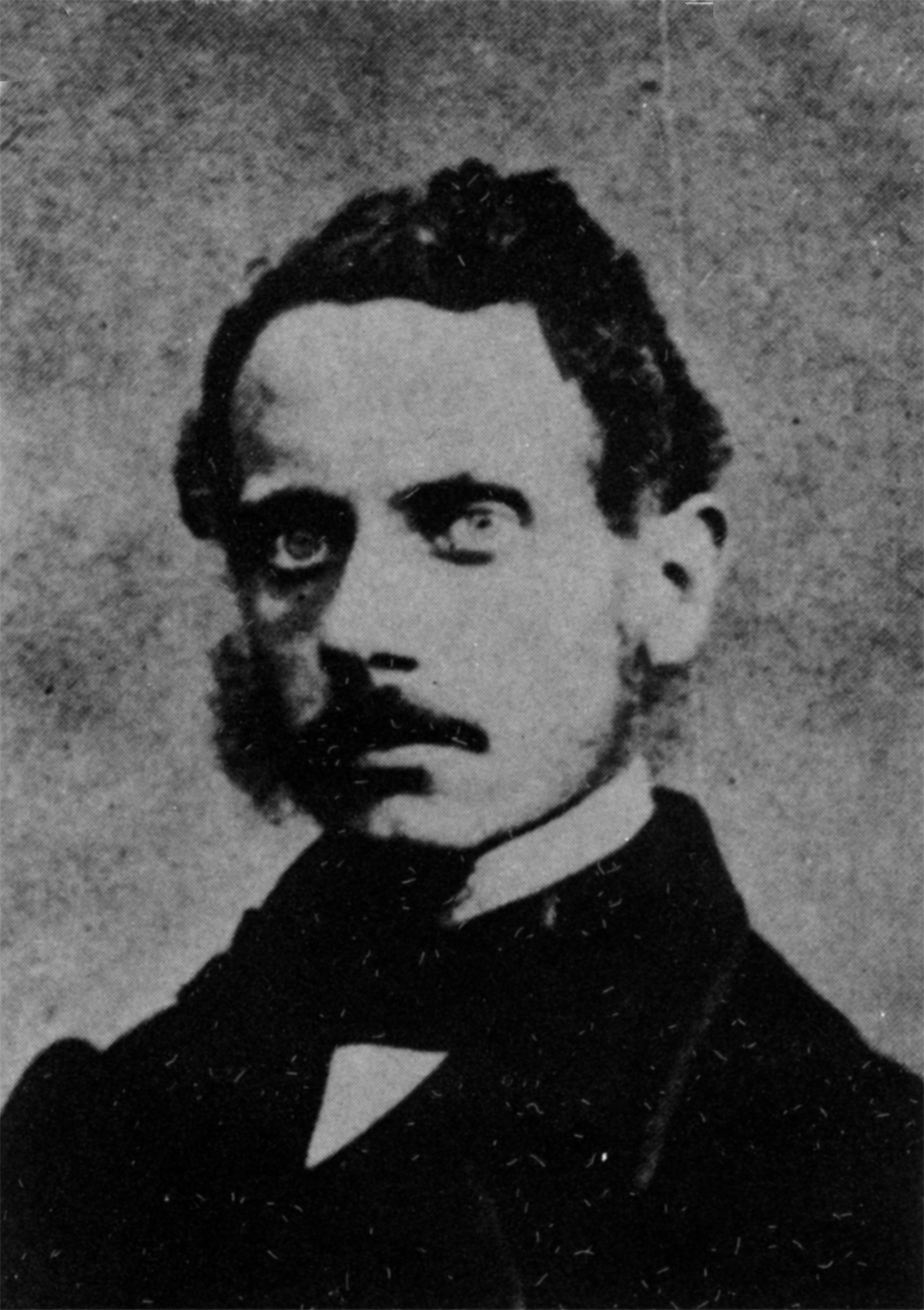
Achille Costa

Achille Costa (* 10. August 1823 in Lecce; † 17. November 1898 in Rom) war ein italienischer Entomologe.
Er war der Sohn des Zoologen Oronzio Gabriele Costa (1787–1867). Von 1848 bis 1849 war er Assistent seines Vaters am Lehrstuhl für Zoologie der Universität Neapel. Am 26. Februar 1852 graduierte er in Medizin an jener Universität. Am 29. Oktober 1860 wurde er dort zum Universitätsprofessor für Zoologie ernannt. Er folgte somit seinem Vater als Lehrstuhlinhaber.
Von 1850 an veröffentlichte Costa zahlreiche Abhandlungen über die Fauna in der Region von Neapel.